# Голосов, Леонид Георгиевич
Леонид Георгиевич Голосов — советский хозяйственный, государственный и политический деятель.

## Биография
Родился в 1927 году в селе Конево. Член КПСС.
Окончил Московскую высшую школу профдвижения.
До 1951 — счетоводи шахты «Красный орел», учащийся горного техникума, механик участка, председатель шахтного комитета профсоюза шахты «Полысаевская».
В 1954—1961 — помощник начальника участка шахты «Полысаевская»-2, заместитель секретаря парткома шахты «Журинка»-3, секретарь парткома шахты «Полысаевская-2», треста «Ленинуголь», второй секретарь Ленинск-Кузнецкого горкома КПСС.
В 1961—1969 — первый секретарь Анжеро-Судженского горкома КПСС.
В 1969—1979 — начальник Управления рабочих кадров Министерства угольной промышленности СССР.
В 1979—1988 — заместитель начальника Всесоюзного объединения «СоюзстройТЭК».
В 1988—1991 — заведующий отделом ЦНИИ экономики и НТИ угольной промышленности.
Делегат XXIII съезда КПСС.
Жил в Москве.

## Награды
- Орден Трудового Красного Знамени (29.06.1966)
- Орден Знак Почёта (25.08.1971)